# Ivan Stevanović (balonmanista)
Ivan Stevanović (Rijeka, 18 de mayo de 1982) es un jugador de balonmano croata que juega como portero. Fue un componente de la selección de balonmano de Croacia.
Su primer gran campeonato con la selección fue el Campeonato Europeo de Balonmano Masculino de 2016, donde ganó la medalla de bronce.

## Palmarés

### RK Zagreb
- Liga de Croacia de balonmano (4): 2013, 2014, 2015, 2016
- Copa de Croacia de balonmano (4): 2013, 2014, 2015, 2016
- Liga SEHA (1): 2013

### Kadetten Schaffhausen
- Liga de balonmano de Suiza (2): 2017, 2019

## Clubes
- RK Trsat (1998-1999)
- RK Pećine (1999-2000)
- RK Zamet (2000-2007)
- RK Poreč (2007-2009)
- RD Krško (2009-2010)
- RK Zamet (2010-2012)
- RK Zagreb (2012-2017)[4]
- Kadetten Schaffhausen (2017-2019)[5]
- Orlen Wisła Płock (2019-2021)